# Allgemeiner Studierendenausschuss

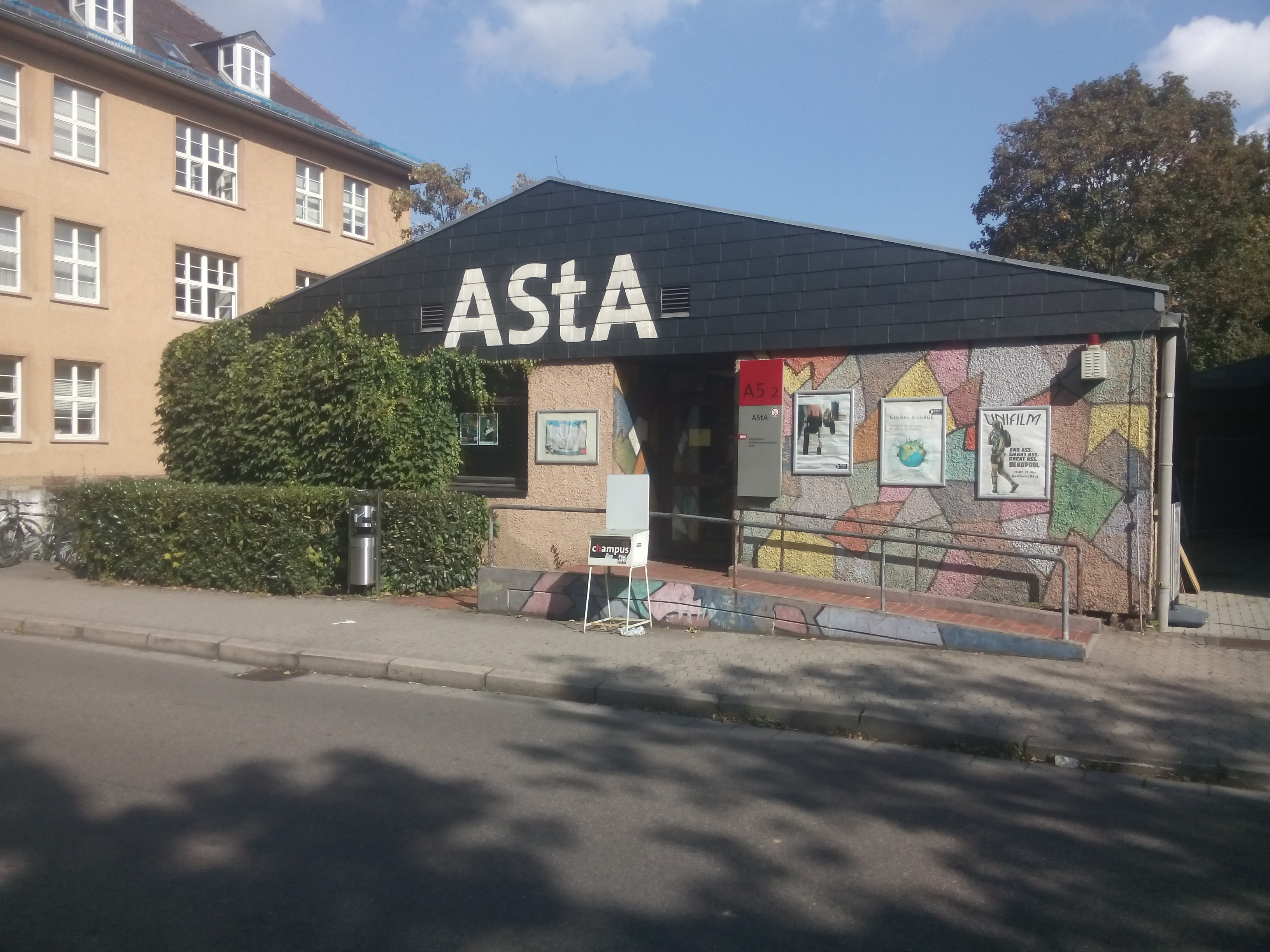
Sitz des AStA an der Universität des Saarlandes

Der Allgemeine Studierendenausschuss, auch Allgemeine Student*innenausschuss oder Allgemeine Studentenausschuss (AStA, Plural AStA, AStAs, Eigenschreibweise oft ASten) ist in den Hochschulen der meisten deutschen Bundesländer das geschäftsführende (ausführende) und mit der Außenvertretung betraute Organ der (verfassten) Studierendenschaft. Er stellt die studentische „Regierung“ oder auch die eigentliche Studierendenvertretung im engeren Sinne dar. Der AStA wird in der Regel vom Studierendenparlament gewählt und besteht aus einem oder mehreren Vorsitzenden sowie einer Reihe von Referenten für verschiedene Aufgabengebiete.
In einigen deutschen Bundesländern – insbesondere dort, wo keine verfasste Studierendenschaft und stattdessen eine sogenannte Unabhängige Studierendenschaft besteht (momentan nur Bayern) – gibt es zahlreiche abweichende Bezeichnungen. Außerdem besteht an vielen ostdeutschen Hochschulen – in Sachsen und Sachsen-Anhalt sogar gesetzlich geregelt – an Stelle des AStA ein Studentenrat (StuRa), der häufig die Funktionen von Studierendenparlament und AStA auf sich vereint.

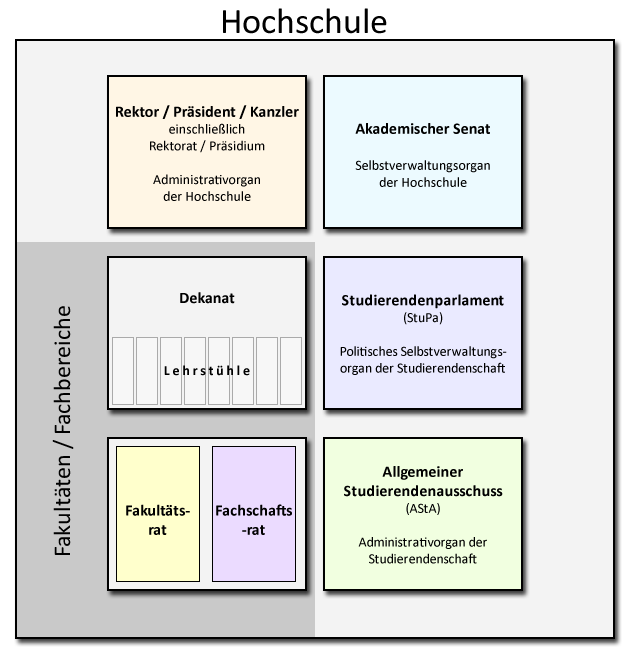
Übersicht über die Hochschulorganisation

## Bezeichnung
Der Name Allgemeiner Studentenausschuss entstand im ausgehenden 19. Jahrhundert; das Adjektiv allgemein dokumentierte dabei den Anspruch der nichtkorporierten Freistudenten auf eine angemessene Vertretung in den zuvor oft von den Studentenverbindungen allein getragenen Ausschüssen. Flächendeckend durchsetzen konnte sich der Begriff allerdings erst nach dem Ende des Ersten Weltkrieges, als die Studierendenschaften in den meisten deutschen Ländern öffentlich-rechtlich anerkannt wurden.

## Wahl und Aufgaben
Der AStA wird in der Regel für ein Jahr vom Studierendenparlament gewählt, das in den meisten Fällen ebenfalls alljährlich von der Studierendenschaft einer Hochschule gewählt wird; sehr selten findet man auch Amtszeiten von einem Semester. An einigen, meist kleineren Hochschulen wird der AStA auch noch unmittelbar von der Studierendenschaft gewählt; ein Studierendenparlament existiert dann zumeist nicht. Ein solches „Einheitssystem“, bei dem Beschlussfassung und Vollzug in einem Organ zusammenfallen, liegt auch bei den meisten ostdeutschen Studentenräten vor.
Die Aufgaben des AStA ergeben sich einerseits aus den gesetzlich geregelten Aufgaben der Studierendenschaft und andererseits aus den örtlichen Gegebenheiten. D.h. in einem „Einheitssystem“ ist der AStA grundsätzlich für alle Aufgaben der Studierendenschaft zuständig, während ihm in einem „Parlamentssystem“ in der Regel die Führung der laufenden Geschäfte, die Ausführung der Beschlüsse des Parlaments sowie die Außenvertretung der Studierendenschaft obliegen. Einige Studierendenschaften bezeichnen ihre Organe auch als „Legislative“ und „Exekutive“. Im engeren Sinn sind jedoch beides Exekutivorgane der Selbstverwaltung, analog zur kommunalen Selbstverwaltung. Das beschlussfassende Organ kann lediglich innerhalb des Wirkungskreis der studentischen Selbstverwaltung Beschlüsse und Ordnungen verabschieden.
Daneben bieten die meisten AStA den Studierenden eine Reihe von Dienstleistungen an, z. B. Rechts- und Sozialberatung, Wohnungs- und Arbeitsvermittlung, verbilligte Kopiermöglichkeiten, Verkauf von Schreibmaterial und von Internationalen Studentenausweisen (ISIC). Auch die Verhandlungen um das Semesterticket fallen in der Regel in die Zuständigkeit des AStA. Viele AStA bieten inzwischen auch Angebote an, die früher an den Hochschulen angesiedelt waren, zum Beispiel Sprachkurse, Tutorien oder Deutschkurse für internationale Studierende.

## Referate und Referenten
Die innere Organisation der Ausschüsse unterliegt dem Satzungsrecht der einzelnen Studierendenschaften und kann daher von Hochschule zu Hochschule stark voneinander abweichen.
Zur „Kernausstattung“ der meisten AStA gehören neben dem Vorstand und dem Finanzreferat Fachreferate für Hochschulpolitik, Soziales, Kultur und Sport. Hinzu kommen häufig Referate für Fachschaftsangelegenheiten, Politische Bildung und Umweltfragen/Ökologie. Eine ähnliche Struktur gibt es auch in der österreichischen Studierendenvertretung.

### Autonome Referate
Während die genannten Kernreferate in der Regel von der jeweiligen Mehrheitskoalition im Studierendenparlament besetzt werden, existieren an vielen Hochschulen daneben sogenannte Autonome Referate, die zumeist Minderheiten oder besondere Interessengruppen vertreten. Die Referenten werden in der Regel von den Angehörigen der jeweiligen Gruppen direkt gewählt und verfügen zum Teil über ein eigenes Budget.
Die ersten autonomen Referate entstanden in den 1970er und 1980er Jahren für Frauen, Lesben und Schwule. Heute gibt es sie vielerorts auch für ausländische Studierende, Behinderte und chronisch Kranke, Studierende mit Kind(ern) oder für klassistisch benachteiligte Studierende bzw. studierende Arbeiterkinder. Zuweilen sind auch Fachschafts- oder Sportreferate autonom organisiert.
Die Existenz der Autonomen Referate löst gelegentlich Kritik aus, insbesondere dass die Kontrollmöglichkeit der Finanzen durch das Studierendenparlament (StuPa) mangelhaft sei. Kontrovers diskutiert wird auch, ob die Arbeitsfelder einiger Referate wirklich in den Aufgabenbereich der verfassten Studierendenschaft gehören.

## Besonderheiten

### AStA in Baden-Württemberg
In Baden-Württemberg gab es zwischen 1978 und 2012 keine verfasste Studierendenschaft. Jedoch gab es auch im damaligen Landeshochschulgesetz einen AStA, der aus den studentischen Mitgliedern des Hochschulsenats und weiteren Studierendenvertretern als Hochschulorgan gebildet wurde (ähnlich wie der Studentische Konvent in Bayern). Sein Aufgabenbereich umfasste ausschließlich fakultätsübergreifende Studienangelegenheiten, die soziale Förderung der Studierenden, die Förderung ihrer geistigen, musischen und sportlichen Interessen sowie der überregionalen und internationalen studentischen Zusammenarbeit (§ 2 Abs. 3, § 65 alter Fassung). Aus diesem abschließenden Aufgabenkatalog ergab sich, dass den baden-württembergischen AStA „weder ein allgemeinpolitisches noch ein (vollwertiges) hochschulpolitisches Mandat [zukam]“, da den Studierenden lediglich „im Senat“ eine Mitwirkung in hochschulpolitischen Fragen zugestanden wurde.
Weil diese Form des AStA von einem Teil der Studierenden nicht als vollgültige Interessenvertretung akzeptiert wurde, existierte an einigen Hochschulen parallel zum offiziellen AStA eine sogenannte Unabhängige Studierendenschaft, die jedoch rechtlich nicht als offizielle Vertretung anerkannt war.
2012 beschloss die grün-rote Landesregierung unter Winfried Kretschmann die Wiedereinführung der verfassten Studierendenschaft. Zuvor hatten sich auch mehrere Hochschulleitungen dieser Forderung angeschlossen.

### Studierendenvertretung in Bayern
Im Bayerischen Hochschulinnovationsgesetz (Art. 27, BayHIG) ist die Studierendenvertretung an den Bayerischen Hochschulen geregelt. Auch ohne Verfasste Studierendenschaft wirken die in der jährlichen Hochschulwahl gewählten Studierendenvertreter in den Hochschulorganen mit.
Mit Artikel 106 des BayHSchG existierte eine sogenannte „Experimentierklausel“, welche es den Hochschulen ermöglichte, eine vom Gesetz abweichende Organisationsstruktur (Unabhängige Studierendenschaft) der Studierendenvertretung zu organisieren. Davon profitierten in Bayern einige Hochschulen, die sich ihre eigene Struktur gegeben haben und teilweise Gremien mit der Bezeichnung AStA besaßen. Zum Beispiel:
- Universität Augsburg, AStA anstatt Sprecherrat
- Ludwig-Maximilians-Universität München, Geschäftsführung des Konvents anstatt Sprecherrat
- Technische Universität München, Studentische Vertretung anstatt Sprecherrat[16]
- Universität Passau, AStA/Sprecherinnenrat anstatt Sprecherrat[17]
- Universität Regensburg, AStA anstatt Sprecherrat
- Hochschule für angewandte Wissenschaften Fachhochschule Rosenheim, StuPa anstatt Konvent

Mit Artikel 126 des BayHIG erfolgte eine Umbenennung in "Innovationsklausel".

## Kritik
Die Arbeit einzelner AStA war in der Vergangenheit wiederholt Gegenstand öffentlicher Kritik. So wird manchen Studierendenvertretungen beispielsweise vorgeworfen,
- dass sie auf Grund geringer Wahlbeteiligungen nicht ausreichend legitimiert seien, so dass eine Kluft zwischen „teilnahmslosen Studenten und ihren erdfernen Vertretern“ bestehe.[19]
- dass einige Vertreter mit den Pflichtbeiträgen der Studierenden nicht sorgfältig umgingen und diese Gelder verschwendeten.[20][21] Aufgrund der hohen Personalfluktuation finde oftmals nur eine unzureichende Kontrolle über die Mittelverwendung statt; zudem nähmen viele Hochschulen ihre Rechtsaufsicht nicht effektiv wahr.[22]
- Insbesondere konservative Gruppierungen wie der RCDS kritisieren regelmäßig unter anderem, dass einzelne AStA sich parteipolitisch betätigen würden und dafür auch studentische Gelder aufgewendet hätten. In diesem Zusammenhang kam es wiederholt zu Klagen vor den Verwaltungsgerichten, die teilweise gegen die entsprechenden AStA entschieden und Ordnungsgelder gegen die betreffenden AStA verhängten.[19][23] Verschiedene AStA warfen dem RCDS in der Vergangenheit ihrerseits mehrfach vor, Kritik an konkreten Vorfällen hinsichtlich Finanzen oder politischem Wirken in unzulässiger Weise zu verallgemeinern.[24]